# 早嶋健
早嶋 健（はやしま たけし、1927年9月3日 - 2005年12月25日）は、日本の経営者。旭屋書店社長、会長を務めた。早嶋喜一の息子でもある。

## 経歴
大阪府大阪市出身。1949年に第六高等学校文科を卒業し、同年に旭屋書店に入社。1958年4月に社長に就任し、1996年11月には会長に就任。1966年2月には産経学園理事長に就任。
2005年12月25日多臓器不全のために死去。78歳没。